# Marc Manli Vulsó
Marc Manli Vulsó (llatí: Marcus Manlius A. f. Cn. n. Vulso), va ser un magistrat romà que va viure al segle v aC. Se suposa que era fill del decemvir Aulus Manli Vulsó. Va ser pare de Publi Manli Vulsó, tribú l'any 400 aC.
Va ser tribú amb potestat consular l'any 420 aC, any en què tres tribuns consulars van portar a judici a Gai Semproni Atratí per les seves negligències en la guerra contra els volscs tres anys abans. En parla Titus Livi.